# Лісова криниця
Лісова́ крини́ця — гідрологічна пам'ятка природи місцевого значення. Розташована на північ від с. Неменка Іллінецького району Вінницької області. Оголошена відповідно до Рішення Вінницького облвиконкому від 29.08.1984 р. № 371. Охороняється великодебітне джерело ґрунтової води, яке живить струмок, що впадає в р. Немінку.